# El campo de los sueños
El campo de los sueños es el cuarto álbum de la banda argentina de punk rock Bulldog.

## Descripción
Cuenta con  invitados como Ciro Pertusi (ex-Attaque 77) voz en "Latidos" y "Argentina Vencerá", Pil Trafa (Los Violadores) voz en "Latidos" y Martin "Tucán" Bosa (ex-Juana La loca, tecladista de Attaque) teclados en 2 de corazón. El tema Argentina vencerá había sido editado también en el demo Cementerio punk de 1991.

## Lista de canciones
1. El campo de los sueños
2. Nada especial
3. La estrella del bien y del mal
4. Yo te daré
5. Atacado
6. Latidos
7. The player
8. Que cambie de una vez
9. Delirio en la city
10. 2 de corazón
11. El ocaso
12. No dudes
13. Gente
14. Te encantaré
15. Chipaco love
16. Argentina vencerá